# 圣马里安 (克勒兹省)
圣马里安（法語：Saint-Marien，法語發音：[sɛ̃ maʁjɛ̃]）是法国克勒兹省的一个市镇，属于盖雷区。

## 地理
圣马里安（46°25'13"N, 2°13'30"E）面积12.78 平方千米，位于法国新阿基坦大区克勒兹省，该省份为法国中部省份，位于法國中央高原西北部，北起安德尔省和谢尔省，西接维埃纳省，南至科雷兹省，东临多姆山省，东北与阿列省接壤。
与圣马里安接壤的市镇（或旧市镇、城区）包括：普雷沃朗日、圣普列斯特拉马什、布萨克堡、比西耶尔圣乔治、圣皮耶尔莱博斯。

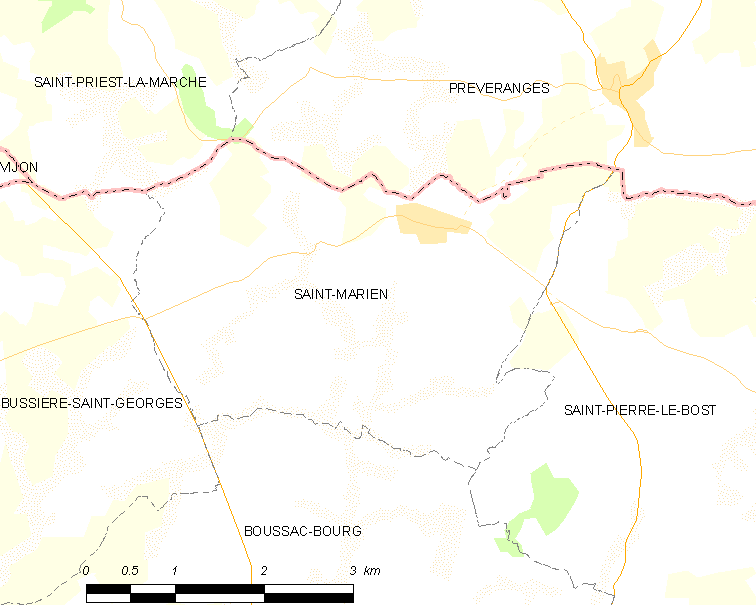
的OSM定位图

圣马里安的时区为UTC+01:00、UTC+02:00（夏令时）。

## 行政
圣马里安的邮政编码为23600，INSEE市镇编码为23213。

## 政治
圣马里安所属的省级选区为布萨克县。

## 人口

1962-2008年间人口变化图示

圣马里安于2022年1月1日时的人口数量为199人。